# Protoneura dunklei
Protoneura dunklei é uma espécie de libelinha da família Protoneuridae.
Pode ser encontrada nos seguintes países: República Dominicana e possivelmente em Haiti.
Os seus habitats naturais são: florestas subtropicais ou tropicais húmidas de baixa altitude e rios.
Está ameaçada por perda de habitat.